# Wolfgang Heubisch
Wolfgang Heubisch, né le 13 juillet 1946 à Munich est un homme politique allemand appartenant au Parti libéral-démocrate (FDP).

## Biographie

### Formation
Il obtient son Abitur en 1967. L'année suivante, il suit pendant deux ans une formation de banquier à la banque publique Bayern Landesbank. En 1970, il entre à l'université Louis-et-Maximilien de Munich afin d'y étudier les affaires (Betriebswirtschaftslehre) durant cinq ans.
En 1975, il entreprend des études supérieures de médecine dentaire à la même université. Il les achève six ans plus tard en obtenant un doctorat.

### Vie professionnelle
Il s'installe comme chirurgien-dentiste à Munich en 1982, et est élu membre du comité directeur de la chambre régionale des chirurgiens-dentistes de Bavière en 1990. Trois ans plus tard, il prend la présidence de l'Association libre des chirurgiens-dentistes allemands en Bavière, mais y renonce en 1994 pour devenir Vice-président de la chambre régionale des dentistes.
En 1997, il entre à la présidence fédérale de l'Association des entreprises indépendantes en tant que secrétaire chargé des Petites et moyennes entreprises et des Travailleurs indépendants. Il est élu vice-président régional de l'association en Bavière en 1998, puis président en 2002. Cette même année, il renonce à la vice-présidence régionale de la chambre des dentistes.
Il devient vice-président fédéral de l'Association des entreprises indépendantes en 2008, mais renonce à l'ensemble de ses fonctions syndicales à la suite de son entrée au sein du gouvernement régional bavarois.

## Activités politiques

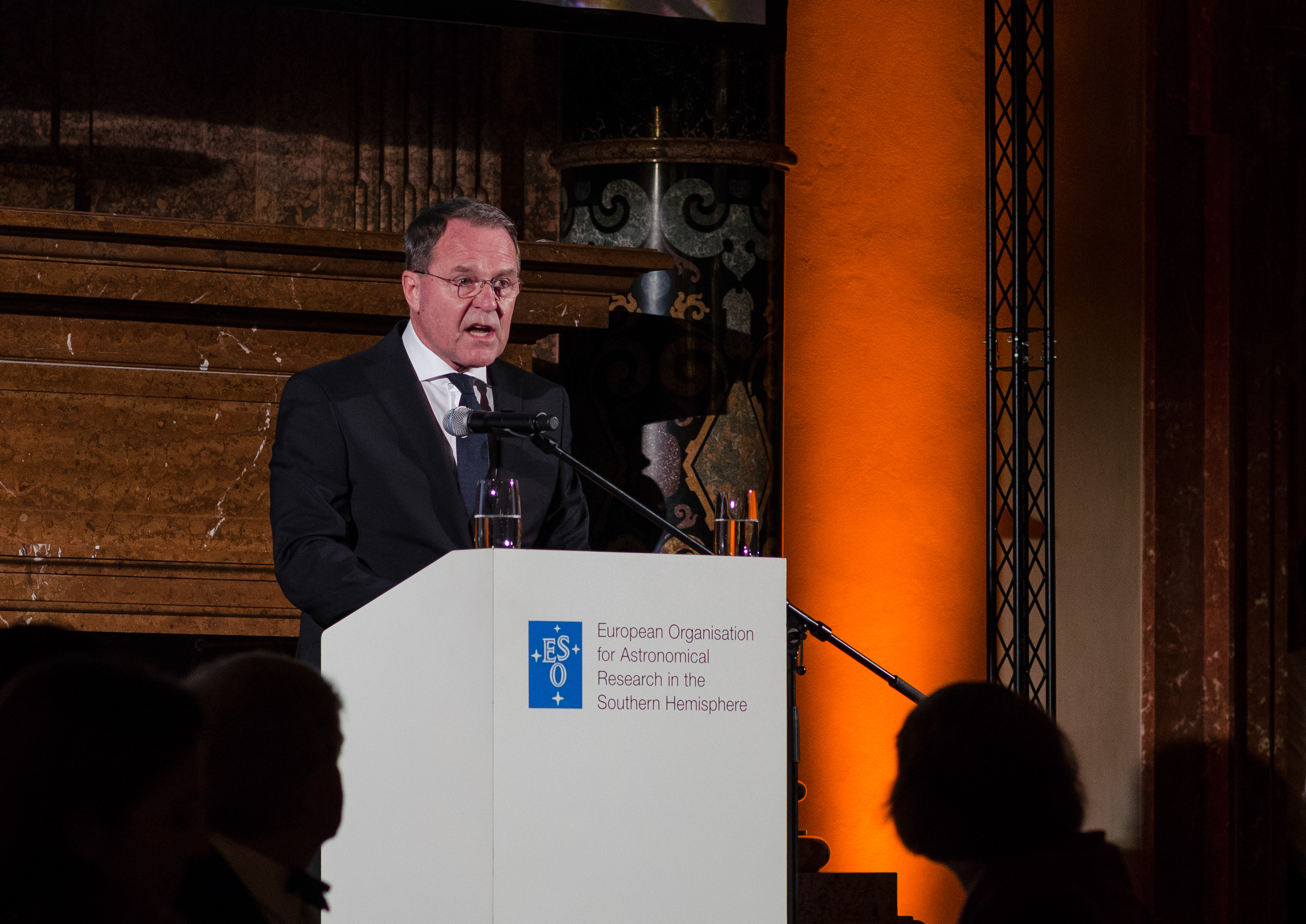
Wolfgang Heubisch lors du gala célébrant le de l'ESO.

En 1988, il adhère au Parti libéral-démocrate (FDP). Vingt ans plus tard, le 20 octobre 2008, il est élu député régional au Landtag de Bavière. Wolfgang Heubisch est nommé ministre des Sciences, de la Recherche et des Arts dans la coalition noire-jaune d'Horst Seehofer le 30 octobre suivant. Le 10 octobre 2013, à la suite de la déroute du FDP aux élections régionales du 15 septembre, il quitte le gouvernement.